# TyTy Washington
Tyrone "TyTy" Lewis Washington Jr. (Phoenix, 15 de novembro de 2001) é um jogador norte-americano de basquete profissional que atualmente joga pelo Milwaukee Bucks da National Basketball Association (NBA) e no Wisconsin Herd da G-League.
Ele jogou basquete universitário pela Universidade de Kentucky e foi selecionado pelo Memphis Grizzlies como a 29º escolha geral no draft da NBA de 2022.

## Carreira no ensino médio
Washington jogou basquete pela Cesar Chavez High School em Phoenix, Arizona. Em seu segundo ano, ele teve médias de 23,2 pontos, 4,1 assistências, 4,4 rebotes e 3,3 roubos de bola. Washington transferiu-se para a AZ Compass Prep School em Chandler, Arizona durante sua terceira temporada. Em seu último ano, ele teve médias de 24 pontos, sete assistências e seis rebotes, levando sua equipe a um recorde de 30-2.

### Recrutamento
Washington foi um recruta de cinco estrelas consensual e um dos principais armadores da classe de 2021. Em 15 de novembro de 2020, ele se comprometeu a jogar basquete universitário pela Creighton. Ele retirou seu compromisso em 11 de março de 2021, nove dias após o técnico principal Greg McDermott usar expressões inapropriadas após uma derrota. Em 12 de maio de 2021, Washington se comprometeu com a Universidade de Kentucky.

## Carreira universitária
Em 8 de janeiro de 2022, Washington registrou 17 pontos e 17 assistências em uma vitória por 92-77 contra Georgia, superando o recorde de John Wall de mais assistências em um único jogo. Em 15 de janeiro, ele marcou um recorde pessoal de 28 pontos em uma vitória por 107-79 contra Tennessee. Como calouro, Washington teve médias de 12,5 pontos, 3,9 assistências e 3,5 rebotes e ele foi nomeado para a Segunda Equipe e ppara a Equipe de Calouros da SEC.
Em 6 de abril, Washington declarou-se para o draft da NBA de 2022, renunciando a sua elegibilidade universitária restante.

## Carreira profissional

### Houston Rockets (2022–2023)
Washington foi selecionado pelo Memphis Grizzlies como a 29ª escolha geral no draft da NBA de 2022. Os Grizzlies negociaram Washington e Walker Kessler para o Minnesota Timberwolves em troca de Jake LaRavia. O Timberwolves posteriormente negociou Washington para o Houston Rockets em troca de Wendell Moore. Em 2 de outubro de 2022, Washington fez sua estreia na pré-temporada, registrando oito pontos, três rebotes e uma assistência em uma vitória por 134-96 contra o San Antonio Spurs.
Em 8 de julho de 2023, Washington foi negociado com o Atlanta Hawks em uma troca envolvendo cinco equipes. Em 12 de julho, ele foi negociado novamente, desta vez para o Oklahoma City Thunder, juntamente com Usman Garuba, Rudy Gay e uma escolha de segunda rodada de 2026, em troca de Patty Mills. Em 18 de agosto, ele foi dispensado pelo Thunder.

### Milwaukee Bucks / Wisconsin Herd (2023–Presente)
Em 29 de agosto de 2023, Washington assinou um contrato de duas vias com o Milwaukee Bucks.

## Estatísticas da carreira

### NBA

#### Temporada regular
| Ano      | Equipe    | PJ | PT | MPJ  | AP   | 3P   | LL   | RT  | AS  | BR | TO | PPJ |
| -------- | --------- | -- | -- | ---- | ---- | ---- | ---- | --- | --- | -- | -- | --- |
| 2022–23  | Houston   | 31 | 2  | 14.0 | .363 | .238 | .556 | 1.5 | 1.5 | .5 | .1 | 4.7 |
| 2023–24  | Milwaukee | 11 | 0  | 5.1  | .300 | .333 | —    | .5  | .5  | .3 | .0 | 1.3 |
| Carreira | Carreira  | 6  | 0  | 2.5  | .458 | .500 | .500 | .4  | .2  | .0 | .0 | 1.6 |

### Universitário
| Ano     | Equipe   | PJ | PT | MPJ  | AP   | 3P   | LL   | RT  | AS  | BR  | TO | PPJ  |
| ------- | -------- | -- | -- | ---- | ---- | ---- | ---- | --- | --- | --- | -- | ---- |
| 2021–22 | Kentucky | 31 | 29 | 29.2 | .451 | .350 | .750 | 4.5 | 3.9 | 1.3 | .2 | 12.5 |